# 矮螺旋星系
矮螺旋星系是縮小版本的螺旋星系。矮星系的特徵是低光度、小直徑（距离高於50000秒差距难以被观测到）、低表面亮度和缺乏氫的集團。這類星系也會被分類為低表面亮度星系。
矮螺旋星系，特別是在Sa-Sc的類型中，是非常罕見的。相反的，矮橢圓星系、矮不規則星系和Sm（被認為是螺旋星系和不規則星系之間的類型）等其他類型的則很常見。

## 位置
絕大部分的矮螺旋星系都位於星系團的外緣，處在星系、星系與星系團氣體之間有著強烈交互作用，預料會毀壞大多數矮螺旋星系盤的場所。
但是，矮星系和類似螺旋的結構在室女座星系團和后髮座星系團內都已經被確認了。